# Ульяново
Улья́ново (рос. Ульяново) — присілок у складі Орічівського району Кіровської області, Росія. Входить до складу Істобенського сільського поселення.
Населення становить 75 осіб (2010, 84 у 2002).
Національний склад станом на 2002 рік — росіяни 100 %.